# Loch Ericht
Loch Ericht – jezioro w północnej Szkocji, w Grampianach, na pograniczu hrabstw Highland i Perth and Kinross.
Powierzchnia jeziora wynosi 22,38 km². Jezioro rozciąga się z północnego wschodu na południowy zachód na długości około 25 km i liczy do 1 km szerokości. Lustro jeziora położone jest na wysokości 356 m n.p.m. Średnia głębokość wynosi 57,7 m, maksymalna – 156,1 m, a objętość – 1,291 mld m³.
Nad północnym krańcem jeziora położona jest wieś Dalwhinnie, na południowym wypływa z niego rzeka Ericht. Z obu stron wody jeziora spiętrzane są przez zapory wodne.